# Teddy Robin
Kwan-Wai Pang (chino tradicional: 關維鵬, nacido el 2 de marzo de 1945 en Guilin, Guangxi), más conocido como Teddy Robin (en chino: 泰迪羅賓), es un actor, director, cantante y compositor chino que reside en Hong Kong. Comenzó su carrera musical en la década de los años 1960, cuando Hong Kong formaba parte del Imperio Británico, actual región administrativa de China donde obtuvo alta popularidad. Él condujo a un grupo musical llamado Teddy Robin y Playboys. Más adelante trabajo como actor, director de cine, productor y compositor. Kelvin Kwan, su sobrino, actualmente es un cantante de Hong Kong.

## Filmografía

### Como actor
| Año  | Título                     | Personajes                  | Premios |
| ---- | -------------------------- | --------------------------- | --- |
| 2010 | Merry-Go-Round             |                             | |
| 2010 | Gallants                   | Ben Law                     | Won - Hong Kong Film Critics Society Awards for Best Actor Won - Hong Kong Film Award for Best Supporting Actor |
| 1995 | Hong Kong Graffiti         | Johnny K                    | |
| 1993 | Temptation of a Monk       |                             | |
| 1992 | Cageman                    | Tong Sam                    | |
| 1992 | Twin Dragons               | Tayson                      | |
| 1991 | Great Pretenders           |                             | |
| 1991 | The Banquet                |                             | |
| 1990 | To Spy with Love           | Terry                       | |
| 1988 | The Eighth Happiness       | Hsiu-Fang's Husband         | |
| 1988 | Three Against the World    | Cho Fei-fan                 | |
| 1987 | Kino Countdown             | Huge Ben                    | |
| 1987 | Legend of the Golden Pearl |                             | |
| 1985 | Working Class              | Hing                        | |
| 1985 | Lifeline Express           |                             | |
| 1985 | Run Tiger Run              | Teddy Shit                  | |
| 1984 | Banana Cop                 | Chiu Din-Boh/Ping Pong Ball | |
| 1983 | All the Wrong Spies        | Inspector Teddy Robin       | |
| 1982 | It Takes Two               |                             | |
| 1981 | All the Wrong Clues        | Chief Inspector Robin       | |
| 1970 | The Price of Love          | Wu Yu Sheng                 | |

### Como director
| Año  | Título                     | Premios                                            |
| ---- | -------------------------- | -------------------------------------------------- |
| 1955 | Hong Kong Graffiti         |                                                    |
| 1990 | Shanghai, Shanghai         |                                                    |
| 1987 | Legend of the Golden Pearl |                                                    |
| 1983 | All the Wrong Spies        | Nominated - Hong Kong Film Award for Best Director |

### Como compositor
| Año  | Título                  | Premios |
| ---- | ----------------------- | --- |
| 2010 | Gallants                | Won - Hong Kong Film Award for Best Original Score                                                                         |
| 2009 | Permanent Residence     | |
| 1996 | Black Mask              | |
| 1995 | Great Adventurers       | |
| 1995 | The Private Eye Blues   | |
| 1995 | Hong Kong Graffiti      | Nominated - Hong Kong Film Award for Best Original Film Song                                                               |
| 1993 | Full Contact            | |
| 1993 | Miss Butterfly          | |
| 1993 | Lady Super Cop          | |
| 1991 | Legend of the Brothers  | |
| 1990 | Shanghai, Shanghai      | |
| 1990 | To Spy with Love        | |
| 1989 | Bloody Brotherhood      | |
| 1988 | Tiger on Beat           | |
| 1988 | Three Against the World | |
| 1988 | As Tears Go By          | |
| 1987 | City on Fire            | Nominated - Hong Kong Film Award for Best Original Film Score Nominated - Hong Kong Film Award for Best Original Film Song |
| 1986 | Till Death Do We Scare  | Nominated - Hong Kong Film Award for Best Original Film Song                                                               |
| 1983 | Aces Go Places 2        | Nominated - Hong Kong Film Award for Best Original Film Score                                                              |
| 1983 | All the Wrong Spies     | Nominated - Hong Kong Film Award for Best Original Film Score                                                              |
| 1982 | Aces Go Places          | |
| 1981 | Chasing Girls           | |
| 1980 | The Saviour             | |
| 1970 | The Price of Love       | |